# Giulia Schiavo
Giulia Schiavo (Orvieto, 12 dicembre 1996) è un'attrice italiana.

## Biografia
Nata nel 1996 a Orvieto, in provincia di Terni, Giulia Schiavo si è diplomata presso il liceo classico Filippo Antonio Gualterio, dove ha studiato canto e ha preso parte a spettacoli teatrali con l'autore e attore Gianluca Foresi. Successivamente, si è trasferita a Roma per studiare recitazione presso l'accademia YD Actors Yvonne D'Abbraccio studio.
Nel 2017 ha fatto il suo debutto in televisione nella quarta stagione della serie Che Dio ci aiuti e nel 2018 ha preso parte al cast della serie Skam Italia, remake della serie norvegese Skam nel ruolo di Alice diretta da Ludovico Bessegato. Ha fatto il suo esordio al cinema nel film La partita diretto da Francesco Carnesecchi.
Nel 2018 e nel 2019 ha ricoperto il ruolo Vera Viscardi nella soap opera Rai Un posto al sole. Nel 2019 è stata impegnata con le riprese del primo lungometraggio dell'accademia di belle arti di Napoli La rivoluzione, scritto e diretto da Joseph Troia. Nel 2020 ha interpretato il ruolo di Mara nel film di Netflix Sotto il sole di Riccione per la regia degli YouNuts!.
È stata anche protagonista del video musicale Non è mai troppo tardi di Federico Rossi e del videoclip del brano Stupido dell'artista Will, presentato al Festival di Sanremo 2023.
Nel 2023 ha interpretato il ruolo di Nina Bandera nella serie in onda su Canale 5 Il patriarca, insieme all'attore Claudio Amendola.

## Filmografia

### Cinema
- La partita, regia di Francesco Carnesecchi (2018)
- La rivoluzione, regia di Joseph Troia (2019)
- Sotto il sole di Riccione, regia degli YouNuts! (2020)
- Amici per caso, regia di Max Nardari (2024)
- Malamore, regia di Francesca Schirru (2025)

### Televisione
- Che Dio ci aiuti – serie TV, episodio 4x02 (2017)
- L'allieva – serie TV, 1 episodio (2018)
- Skam Italia, regia di Ludovico Bessegato – serie TV, 5 episodi (2018)
- Un posto al sole, registi vari – soap opera (2018-2019)
- Il patriarca, regia di Claudio Amendola – serie TV (2023-2024)

### Videoclip
- Tutto può cambiare di Massimiliano D'Alessandro, regia di Daniele Barbiero (2017)
- La vie est belle di Indochine, regia di Asia Argento (2017)
- Ho paura di Mose (2018)
- La mia felpa è come me di Le Ore (2018)
- Sanguisuga di Bartolini (2019)
- True story di X , regia di Lorenzo Mazzoni (2020)
- Non è mai troppo tardi di Federico Rossi (2021)
- Stupido di Will (2023)

## Spot pubblicitari
- Birra Peroni (2022)
- Gas Jeans (2022)